# حمام امیر اسعد
حمام امیر اسعد مربوط به اواخر دوره قاجار است و در شهرستان تنکابن، بخش خرم‌آباد، دهستان دوهزار، روستای بالا اشتاج واقع شده و این اثر در تاریخ ۲۶ اسفند ۱۳۸۶ با شمارهٔ ثبت ۲۱۹۸۵ به‌عنوان یکی از آثار ملی ایران به ثبت رسیده است.